# MTK (sportegyesület)

A klub címere

A Magyar Testgyakorlók Köre (rövidítve MTK) 1888-ban alapított magyar sportegyesület. Az egyesület több szakosztályt működtet.

## Története
1888. november 16-án kezdte el munkáját a Magyar Testgyakorlók Köre (MTK), amit az Nemzeti Torna Egylettel (NTE) feszült viszonyba keveredő sportemberek alapítottak. Az erősödő zsidó polgárság teret kért a századvég polarizálódó magyar társadalmi életében. Az alapítók közül Donáth Sándor, Horner Ármin, Klauber Izidor, Kohn Arnold, Leitner Ármin, László Lajos, Müller Dávid, Sachs Lipót, Szekrényessy Kálmán, Tótis Lajos és id. Weisz Dezső neve maradt fent az utókornak. A tagok száma az év végére elérte a 31-et. Az MTK első hivatalos helyisége a Teréz körút és a Podmaniczky utca sarkán működő kávéház volt. 1889. április 21-én rendezték első atlétikai versenyüket a tattersali ügetőpályán. A kezdeteknél a torna mellett létrehozták az atlétikai, a birkózó, a kerékpáros és a súlyemelő szakosztályokat, később pedig létrejött az úszó, a vívó, majd 1901-ben a labdarúgó szakosztály is.
Az első olimpiai bajnoki címeket 1904 és St. Louis hozta az MTK-nak: az úszó Halmay Zoltán 50 és 100 yardos távon is győzött, a Brüll Alfréd 2000 koronás adománya révén kiutazó Kiss Géza pedig egy mérföldön ezüstérmes lett. Az MTK-ra mindig jellemző volt a nyitottság, az újításokra való hajlandóság, a klub számos területen úttörőnek számít: ez az első több szakosztályos egyesület, az ifjúsági sportolókat először itt ruházták fel szavazójoggal, itt működött az első „hölgyosztály”, és itt kezdte meg munkáját az első külföldi edző és az első nem magyar sportoló is.
1905-ben Brüll Alfrédot, az európai műveltségű sportembert az MTK elnökévé választották, és közel 40 évig állt az egyesület élén. Szellemiségével, az MTK és a sport iránti rajongásával, bőkezű mecenatúrájával nemzetközi hírűvé fejlesztette az egyesületet. Bár voltak jelentős törések a klub fejlődésében – 1900-ban 62-re csökkent –, a tagok létszáma folyamatában tendenciát mutatott. 1909. március 20-án felavatták a Ferenciek tere 3.-ban az egyesület központját, 1912. március 31-én egy MTK – FTC (1:0), mérkőzéssel pedig a Hungária körúti labdarúgó pályát. Az év őszén a klubház építése is elkezdődött Markovits Károly tervei alapján, melyet egy év múlva adtak át. Volt itt birkózó- és vívócsarnok, társalgó és tanácsterem, iroda és vendéglő; minden feltétel adott volt az MTK első aranykorszakához, amelynek delelőjére világhírűvé vált az egyesület. Ebben a korszakban legendás sportolók, csapatok és szakosztályok sikerei jellemezték az MTK-t. A korát megelőző Orth György, és az újfajta játékstílus vezette sikerre a zsinórban 10-szeres magyar bajnok labdarúgó csapatot (az 1938-as világbajnoki ezüstérmes magyar futballválogatott öt játékosa: Bíró Sándor, Sas Ferenc, Szabó Antal, Titkos Pál és Turay József). Az aranykorban versenyzett a 22-szeres világbajnok, Barna Viktor és a sikeres 
Asztalitenisz Szakosztály is.
Az 1930-as évek közepétől a fasizálódó Magyarországon a klub szakosztályainak működése fokozatosan csökkent. Az Országos Testnevelési Tanács 1938. május 29-én életbe lépett 15. törvénycikke szerint megkezdték a zsidó felekezethez tartozó sportolók szervezkedésének korlátozását. Az 1939. évi IV. törvénycikkben intézkedéseket foganatosítottak a zsidó sportvezetők leváltására is, az 1941. augusztus 8-án keltezett törvénycikk pedig kitiltotta a zsidókat a sportegyesületekből. 1939 végére elhalt a birkózó, a kerékpározó, az ökölvívó, az úszó, a vívó és a vízilabdázó szakosztály. 1940. június 26-án a Hungária labdarúgó szakosztály oszlott fel. Az MTK az 1941-es határozatot már nem hajtotta végre, ezért 1942-ben működését megszüntették.
Már 1945 februárjában újraalapították az egyesületet Weisz Richárd lakásán, ám az új diktatúra alatt sem volt töretlen a klub fejlődése. 1950 februárjától a Textilipari Dolgozók szervezetének egyesülete lett, és neve Textilesre változott. Egy év múlva, 1951. február 6-án piros-fehérre cserélődtek a klubszínek, a név pedig Budapesti Bástyára. 1953. augusztus 26-ától visszarakták a szövőiparba az egyesületet Budapesti Vörös Lobogó néven. Az 1956-os forradalom után, a december 10-i közgyűlésen Barcs Sándor javaslatára vették vissza az MTK nevet.

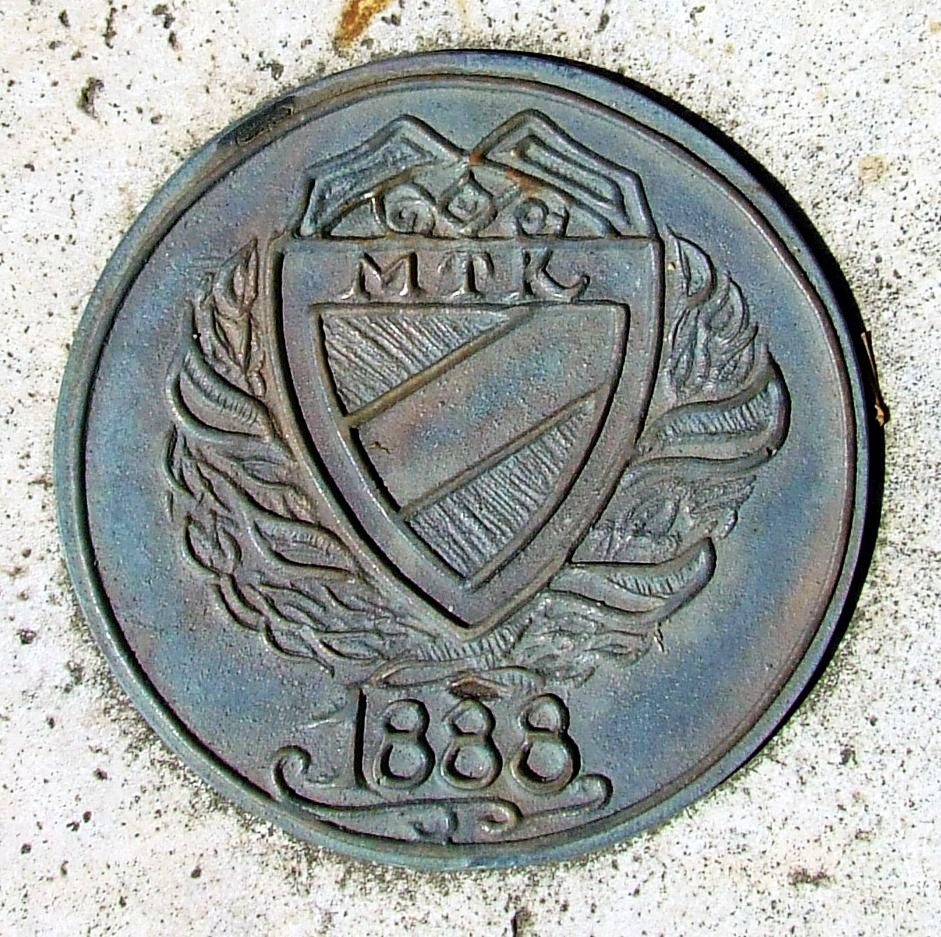
Dombormű Hidegkuti Nándor sírján

121 bajnoki cím fűződött ebben az időben az ezernevű egyesülethez. Nyolc MTK játékos szerepelt az Aranycsapatban, többek között Gellért Sándor, Hidegkuti Nándor, Lantos Mihály, Palotás Péter, Sándor Károly és Zakariás József. Korábbi MTK futballista volt a szövetségi kapitány is, az érdemtelenül feledésbe merült Sebes Gusztáv. Itt lett olimpiai bajnok Hódos Imre birkózó, Papp László ökölvívó (másodszor), Pataki Ferenc tornász és Gerevich Aladár vívó.
Csendesebben folytak az évek a szocializmus alatt. Az 1960-as években az MTK nem adott világbajnokot, ugyanakkor az évtized mindhárom olimpiájáról három sportoló tért haza aranyéremmel: 1960-ban Török Gyula ökölvívó, Gerevich Aladár és Horváth Zoltán vívók; 1964-ben Bárány Árpád, Gábor Tamás és Sákovicsné Dömölky Lídia vívók; 1968-ban Dunai Lajos és Sárközi István labdarúgók és a későbbi köztársasági elnök Schmitt Pál vívó.
1964-ben a Volentik Béla irányította futballcsapat KEK-döntőig jutott, és ott is csak újrajátszott mérkőzésen maradt alul a portugál Sportinggel szemben. 1972-ben Schmitt Pál aranyérmet nyert, 1976-ban pedig Tordasi Ildikó vívónő lett olimpiai bajnok. Ugyanakkor kilenc világbajnoki aranyat hoztak az évtizedben a kajak-kenusok: Szabó István ötöt, Wichmann Tamás hármat, Árva Gábor egyet. 1975-höz fűződik a Vörös Meteorral történt fúzió, amely pár előd klubot is eredményezett.
Az 1980-as években a vívók is beszálltak, és ez már tizenhárom világbajnoki címhez vezetett. A kilencvenes évekre tizenötre gyarapodott a szám. Szőcs Zsuzsanna és Várkonyi Marina vívásban, Storcz Botond kajakban nyert négyszer-négyszer. A legutóbbi ezredfordulót követő tíz évben a Kovács Katalin vezette kajak-kenusok több mint ötven alkalommal örvendeztették meg világbajnoki címmel az MTK-családot. 2000-ben Storcz Botond kétszer, 2004-ben és 2008-ban Kovács Katalin nyert olimpiát MTK-sportolóként.

## Napjainkban
2010. december 17-én fogadta el a Magyar Testgyakorlók Köre küldöttgyűlése a Deutsch Tamás irányításával kialakított „Merre tovább kékek” egyesületi fejlesztési stratégiát. 2013. november 15-én a kormány döntésének köszönhetően meglettek a stratégia megvalósításának gazdasági alapjai.

## Eredmények
- Olimpia
  -  Aranyérem: 39 (ebből 2 téli olimpiai)
  -  Ezüstérem: 35
  -  Bronzérem: 28
- Világbajnokságok
  -  Arany: 189
  -  Ezüst: 157
  -  Bronz: 130

- Európa-bajnokságok
  -  Arany: 99
  -  Ezüst: 103
  -  Bronz: 84

- Sakkolimipa
  -  Arany: 8
  -  Ezüst: 13
  -  Bronz: 7

## A klub elnökei
| 1889 – 1891        | Vermes Lajos    |
| 1892 – 1898        | Porzsolt Gyula  |
| 1899 – 1903        | Heteés Antal    |
| 1905 – 1944        | Brüll Alfréd    |
| 1945 – 1949        | Vass Zoltán     |
| 1951 – 1953        | Somogyi János   |
| 1953 – 1954        | Kovács Lajos    |
| 1954 – 1956        | Tóth István     |
| 1959 – 1963        | Dénes István    |
| 1963 – 1969        | Bánhalmi Ferenc |
| 1969 – 1971        | Krekács György  |
| 1971 – 2000        | Fekete János    |
| 2001 – 2002        | Harcsár István  |
| 2002 – 2003        | Szecső Csaba    |
| 2004 – 2010        | Hunvald György  |
| 2010 – jelenleg is | Deutsch Tamás   |

## Fontosabb évszámok
Az MTK és jogelődei történetének fontosabb állomásai:
| 1888. november 16.   | Az MTK megalakulása                                                                  |
| 1896                 | A KAOE megalakulása                                                                  |
| 1907                 | Az Egyetértés megalakulása                                                           |
| 1908                 | Az MTE megalakulása                                                                  |
| 1926                 | A Hungária MTK FC, az önálló futballklub megalakulása                                |
| 1940. július 8.      | A Hungária MTK FC feloszlása                                                         |
| 1942                 | Az MTK feloszlatása                                                                  |
| 1945. február        | Az MTK újjáalakulása                                                                 |
| 1950                 | Budapesti Vörös Meteor létrejötte a KAOE és az MTE egyesülése révén                  |
| 1950. február 26.    | Az MTK új neve Textiles                                                              |
| 1951. február 6.     | A Textilest Budapesti Bástyává nevezik át                                            |
| 1953. augusztus 25.  | Budapesti Vörös Lobogó lesz a Budapesti Bástya                                       |
| 1956. december 10.   | Újra MTK az MTK                                                                      |
| 1971                 | A VM Egyetértés Budapest létrejötte a Vörös Meteor és az Egyetértés egyesülése révén |
| 1975. január 28.     | Az MTK-VM létrejötte, az MTK és a VM Egyetértés egyesülése révén                     |
| 1990. május 24.      | Újra MTK az MTK                                                                      |
| 1995. december 8.    | Az MTK FC önálló futballklub megalakulása                                            |
| 1998. június 17.     | MTK HUNGÁRIA FC lesz az MTK FC                                                       |
| 2003. szeptember 22. | MTK Budapest lesz az MTK HUNGÁRIA FC                                                 |
| 2008. január 1.      | MTK Erzsébetváros lesz az MTK                                                        |
| 2013. december 23.   | Fúzió a BSE-vel – MTK Budapest                                                       |

## Szakosztályai
- asztalitenisz megszűnt)
- atlétika
- bridzs
- birkózás (megszűnt)
- cselgáncs
- E-sport (FIFA, szimulátor)
- evezés
- jégkorong (megszűnt)
- kajak-kenu
- karate
- kerékpár (megszűnt)
- női kézilabda
- női kosárlabda (a TFSE-vel közösen)
- férfi kosárlabda (az ELITE Baskettel közösen) (a 2021–2022-es szezontól az együttműködés megszűnt, miután a csapat kiesett az NBI. B Piros csoportból)
- férfi labdarúgás (önálló sportegyesület)
- női labdarúgás (önálló sportegyesület)
- ökölvívás
- ritmikus gimnasztika
- rögbi (önálló sportegyesület) (megszűnt)
- röplabda
- rövidpályás gyorskorcsolya (megszűnt)
- sakk
- súlyemelés (megszűnt)
- taekwondo
- tenisz
- torna
- úszás (megszűnt)
- vívás (kard és tőr/párbajtőr)
- vízilabda (megszűnt)